# تپه پیرناخرچی
تپه پیر ناخرچی مربوط به هزاره دوم قبل از میلاد است و در شهرستان نمین، بخش آبی بیگلو، روستای پیرناخرچی واقع شده و این اثر در تاریخ ۱۰ دی ۱۳۸۱ با شمارهٔ ثبت ۶۶۹۵ به‌عنوان یکی از آثار ملی ایران به ثبت رسیده است.